# Temporada 2010 del Campeonato de España de Rally
La temporada 2010 fue la edición 54.ª del Campeonato de España de Rally. Comenzó el 25 de marzo en el Rally La Vila Joiosa y finalizó el 27 de noviembre con el Rally Race Comunidad de Madrid. El ganador fue Alberto Hevia que consiguió su segundo título a bordo de un Škoda Fabia S2000 acompañado de Alberto Iglesias Pin y venciendo en cuatro rallyes.

## Calendario
| N.º | Fecha              | Prueba                                      | Series | Resultados |
| --- | ------------------ | ------------------------------------------- | ------ | ---------- |
| 1   | 25-27 de marzo     | 20.º Rallye la Vila Joiosa                  |        | Resultados |
| 2   | 17-18 de abril     | 34.º Rally Islas Canarias - El Corte Inglés | IRC    | Resultados |
| 3   | 15-16 de mayo      | 32.º Rallye Cantabria Infinita              |        | Resultados |
| 4   | 29-30 de mayo      | 46.º Rallye Rías Baixas Vodafone            |        | Resultados |
| 5   | 19-20 de junio     | 43.er Rally de Ourense                      |        | Resultados |
| 6   | 20-21 de agosto    | 41.er Rallye de Ferrol                      |        | Resultados |
| 7   | 9-11 de septiembre | 47.º Rally Príncipe de Asturias             | ERC    | Resultados |
| 8   | 2-3 de octubre     | 34.º Rallye Villa de Llanes                 |        | Resultados |
| 9   | 6-7 de noviembre   | 28.º Rallye Sierra Morena                   |        | Resultados |
| 10  | 26-27 de noviembre | 1.er Rally Comunidad de Madrid              |        | Resultados |

## Cambios y novedades
La Federación Española de Automovilismo estableció para el año 2010 los siguientes campeonatos y copas:
- Campeonato de España de Conductores de rallyes de asfalto.
- Campeonato de España de Marcas de rallyes de asfalto.
- Copa de España de Copilotos de rallyes.
- Copa de España de Grupo N en rallyes de asfalto. (No serán tenidos en cuenta los vehículos S2000).
- Copa de España de Vehículos de 2 ruedas motrices hasta 2000 cc.
- Copa de España de Clubes/Escuderías en rallyes de asfalto.
- Trofeo de España de copilotos femeninos de Rallyes (para equipos cuyo copiloto sea una mujer).
- Trofeo de España Júnior de rallyes de asfalto (pilotos nacidos a partir del 1 de enero de 1988).
- Trofeo de España de rallyes para vehículos GT.
- Trofeo de España GT-Producción.
- Trofeo de España de rallyes para vehículos de Producción.
- Trofeo de España R3.
- Trofeo de España de rallyes para vehículos Diésel.

Se establecieron inicialmente nueve pruebas para la temporada 2010 que tras la inclusión del Rally RACE Comunidad de Madrid se quedarían en diez. El Rally Costa Brava no entró en el calendario por motivos económicos.
Los rallyes: Rally Islas Canarias-El Corte Inglés y Rally Príncipe de Asturias, tendrán coeficiente 1,5, al ser puntuables la primera para el IRC y la segunda para el Campeonato de Europa de Rally, por lo que se obtendrán más puntos que en el resto de pruebas.

### Puntuación
| Posición | 1  | 2  | 3  | 4  | 5  | 6  | 7  | 8  | 9  | 10 | 11 | 12 | 13 | 14 | 15 | 16 | 17 | 18 | 19 | 20 |
| -------- | -- | -- | -- | -- | -- | -- | -- | -- | -- | -- | -- | -- | -- | -- | -- | -- | -- | -- | -- | -- |
| Puntos   | 35 | 30 | 27 | 25 | 23 | 21 | 19 | 17 | 15 | 13 | 11 | 9  | 8  | 7  | 6  | 5  | 4  | 3  | 2  | 1  |

- Solo Rally Islas Canarias-El Corte Inglés y Rally Príncipe de Asturias

| Posición | 1     | 2  | 3     | 4     | 5     | 6     | 7     | 8     | 9     | 10    | 11    | 12    | 13 | 14    | 15 | 16  | 17 | 18  | 19 | 20  |
| -------- | ----- | -- | ----- | ----- | ----- | ----- | ----- | ----- | ----- | ----- | ----- | ----- | -- | ----- | -- | --- | -- | --- | -- | --- |
| Puntos   | 52,50 | 45 | 40,50 | 37,50 | 34,50 | 31,50 | 28,50 | 25,50 | 22,50 | 19,50 | 16,50 | 13,50 | 12 | 10,50 | 9  | 7,5 | 6  | 4,5 | 3  | 1,5 |

## Equipos
| Equipo                      | Vehículo                | Piloto                | Copiloto             | Rondas            |
| Equipos oficiales           | Equipos oficiales       | Equipos oficiales     | Equipos oficiales    | Equipos oficiales |
| --------------------------- | ----------------------- | --------------------- | -------------------- | ----------------- |
| Suzuki Motor Ibérica        | Suzuki Swift S1600      | Joan Vinyes           | Jordi Mercader       | 1-8, 10           |
| Suzuki Motor Ibérica        | Suzuki Swift S1600      | Gorka Antxustegui     | Gabriel Suárez       | 1-2, 4, 6-7, 10   |
| Subaru Rally Team Spain     | Subaru Impreza STi N15  | Enrique García Ojeda  | Jordi Barrabés       | 1, 3              |
| Equipos privados            |                         |                       |                      |                   |
| A.C. Principado de Asturias | Škoda Fabia S2000       | Alberto Hevia         | Alberto Iglesias Pin | 1-10              |
| A.C. Principado de Asturias | Mitsubishi Lancer Evo X | Fran Cima             | Alejandro Noriega    | 1-3               |
| A.C. Principado de Asturias | Mitsubishi Lancer Evo X | Fran Cima             | Carlos Riesgo        | 5                 |
| A.C. Principado de Asturias | Mitsubishi Lancer Evo X | Fran Cima             | Pablo González       | 8-10              |
| A.I.A                       | Porsche 997 GT3 RS 3.6  | Miguel Ángel Fuster   | Ignacio Aviñó        | 1-2, 4-5, 8       |
| A.I.A                       | Mitsubishi Lancer Evo X | Miguel Ángel Fuster   | Ignacio Aviñó        | 6                 |
| A.I.A                       | Škoda Fabia S2000       | Miguel Ángel Fuster   | Ignacio Aviñó        | 7                 |
| Escudería Miño-Lugo         | Mitsubishi Lancer Evo X | Pedro Burgo           | Marcos Burgo         | 1, 3-10           |
| AMP Classic Team            | Peugeot 207 S2000       | Jonathan Pérez Suárez | Enrique Velasco      | 1-10              |
| RMC Motorsport              | Mitsubishi Lancer Evo X | Víctor Senra          | David Vázquez Liste  | 1, 3-6, 8, 10     |
| RMC Motorsport              | Ford Fiesta S2000       | Víctor Senra          | David Vázquez Liste  | 7                 |
| Escudería Ourense           | Ford Fiesta S2000       | Sergio Vallejo        | Diego Vallejo        | 1-3               |
| Escudería Ourense           | Peugeot 207 S2000       | Sergio Vallejo        | Diego Vallejo        | 5                 |
| C.D. Peñucas                | Subaru Impreza STi N15  | Enrique García Ojeda  | Marcos Secades       | 5                 |
| C.D. Peñucas                | Škoda Fabia S2000       | Enrique García Ojeda  | Marcos Secades       | 8                 |

## Resultados

### Campeonato de pilotos
| Pos. | Piloto                | VLJ | CNR | CAN | RBX | ORN | FRR | PRA | VLL | SRM | RCM | Puntos |
| ---- | --------------------- | --- | --- | --- | --- | --- | --- | --- | --- | --- | --- | ------ |
| 1.   | Alberto Hevia         | 2   | 2   | Ret | 1   | 3   | 1   | 1   | 1   | Ret | 2   | 262,5  |
| 2.   | Miguel Ángel Fuster   | 1   | 1   |     | 3   | Ret | 4   | 3   | 3   |     |     | 207    |
| 3.   | Pedro Burgo           | 4   |     | 4   | 4   | 5   | 2   | Ret | 4   | 3   | 1   | 192    |
| 4.   | Fran Cima             | 11  | 4   | 7   |     | 10  | Ret | 5   | 9   | 12  | 4   | 155    |
| 5.   | Joan Vinyes           | 8   | 3   | 6   | 6   | 6   | 7   | Ret |     |     | 9   | 154,5  |
| 6.   | Jonathan Pérez Suárez | Ret | Ret | 8   | 5   | 8   | 5   | Ret | 6   | 2   | 8   | 148    |
| 7.   | Víctor Senra          | Ret |     | 2   | Ret | 9   | 3   | 2   | Ret |     | 3   | 144    |
| 8.   | Rubén Gracia          | 13  | 5   | 12  |     | 13  | Ret | 7   |     | 5   | 7   | 130    |
| 9.   | Sergio Vallejo        | 3   | 6   | 3   |     | 2   |     |     |     |     |     | 115,5  |
| 10.  | Enrique García Ojeda  | 5   |     | 1   |     | 4   |     |     | 2   |     |     | 113    |

### Campeonato marcas
| Pos. | Marca      | Puntos |
| ---- | ---------- | ------ |
| 1.   | Mitsubishi | 551.5  |
| 2.   | Suzuki     | 411    |
| 3.   | Renault    | 369    |
| 4.   | Peugeot    | 337    |
| 5.   | SEAT       | 11     |

### Copa copilotos
| Pos. | Copiloto             | Puntos |
| ---- | -------------------- | ------ |
| 1.   | Alberto Iglesias Pin | 262,5  |
| 2.   | Ignacio Aviñó        | 207    |
| 3.   | Marcos Burgo         | 192    |
| 4.   | David Vázquez        | 154,5  |
| 5.   | Jordi Mercader       | 154,4  |
| 6.   | Enrique Velasco      | 148    |
| 7.   | Diego Sanjuan        | 130    |
| 8.   | Diego Vallejo        | 115,5  |
| 9.   | Cándido Carrera      | 103    |
| 10.  | Gabriel Suárez       | 96     |

### Copa escuderías
| Pos. | Escudería             | Puntos |
| ---- | --------------------- | ------ |
| 1.   | AMP Classic Team      | 323    |
| 2.   | Escudería Ourense     | 303.5  |
| 3.   | A.I.A.                | 229,5  |
| 4.   | A.C.P.A.              | 218,5  |
| 5.   | Escudería Miño-Lugo   | 208    |
| 6.   | Escudería Rías Baixas | 146    |

### Copa Grupo N
| Pos. | Nombre                     | Puntos |
| ---- | -------------------------- | ------ |
| 1.   | Francisco Cima Artime      | 232    |
| 2.   | Pedro Burgo                | 227    |
| 3.   | Rubén Gracia Pérez-Serrano | 206    |
| 4.   | Víctor Senra               | 122    |
| 5.   | Enrique García Ojeda       | 100    |

### Trofeo Júnior
| Pos. | Nombre                     | Puntos |
| ---- | -------------------------- | ------ |
| 1.   | José Antonio Suárez        | 245    |
| 2.   | Surhayen Pernía            | 120    |
| 3.   | Jonathan Rodríguez Santin  | 114.5  |
| 4.   | Alejandro Hidalgo Travieso | 87     |
| 5.   | Eva Martínez Escallada     | 54     |

### Trofeo vehículos GT
| Pos. | Nombre              | Puntos |
| ---- | ------------------- | ------ |
| 1.   | Miguel Ángel Fuster | 157.5  |
| 2.   | Manuel Cabo         | 33     |

### Trofeo vehículos Diésel
| Pos. | Nombre                  | Puntos |
| ---- | ----------------------- | ------ |
| 1.   | José A. Barros De Diego | 35     |

### Trofeo vehículos 2 ruedas motrices
| Pos. | Nombre               | Puntos |
| ---- | -------------------- | ------ |
| 1.   | Joan Vinyes          | 262.5  |
| 2.   | José Antonio Suárez  | 182    |
| 3.   | Gorka Antxustegui    | 177    |
| 4.   | Miguel Arias Álvarez | 169    |
| 5.   | Adrián Díaz Pérez    | 162.5  |

### Trofeo vehículos de producción
| Pos. | Nombre          | Puntos |
| ---- | --------------- | ------ |
| 1.   | Rubén Gracia    | 240    |
| 2.   | Ferrán Pujol    | 164    |
| 3.   | Diego Pinilla   | 146,5  |
| 4.   | Víctor Pérez    | 134    |
| 5.   | Surhayen Pernía | 98     |

### Trofeo copilotos femeninos
| Pos. | Nombre            | Puntos |
| ---- | ----------------- | ------ |
| 1.   | Vanessa Valle     | 125    |
| 2.   | Leticia Rodríguez | 105    |
| 3.   | Ainhoa Sarasua    | 52     |
| 4.   | Cristina López    | 35     |
| 5.   | Eva Costas        | 30     |

### Trofeo vehículos R3
| Pos. | Nombre              | Puntos |
| ---- | ------------------- | ------ |
| 1.   | José Antonio Suárez | 200    |
| 2.   | Miguel Arias        | 195    |
| 3.   | César Palacio       | 57     |
| 4.   | José A. Gómez       | 27     |

### Mitsubishi Evo Cup
| Pos. | Nombre                  | Puntos |
| ---- | ----------------------- | ------ |
| 1.   | Francisco Cima          | 65     |
| 2.   | Rubén Gracia            | 52     |
| 3.   | Víctor Senra            | 40     |
| 4.   | Xavier Lujua            | 22     |
| 5.   | Eugenio Mantecón        | 18     |
| 6.   | Francisco Javier España | 15     |
| 7.   | Ángel Paniceres         | 13     |
| 8.   | Daniel Marbán           | 11     |
| 9.   | Carlos Araújo           | 8      |
| 10.  | Miguel Ángel Fuster     | 8      |

### Clio Cup Renault
| Pos. | Nombre              | Puntos |
| ---- | ------------------- | ------ |
| 1.   | Miguel Arias        | 91     |
| 2.   | José Antonio Suárez | 82     |
| 3.   | César Palacio       | 22     |

### Suzuki Swift
| Pos. | Nombre          | Puntos |
| ---- | --------------- | ------ |
| 1.   | Ferrán Pujol    | 121    |
| 2.   | Víctor Pérez    | 105    |
| 3.   | Diego Pinilla   | 81     |
| 4.   | Pablo Pazó      | 72     |
| 5.   | Surhayen Pernía | 68     |
| 6.   | Aitor Fernández | 56     |
| 7.   | Pablo Rey       | 47     |
| 8.   | Mario Zullo     | 47     |
| 9.   | Ángel L. Romo   | 40     |
| 10.  | Jorge Pérez     | 39     |